# Har du glömt?
Har du glömt? är en sång skriven av Jan Askelind och Conny Modig. Den spelades ursprungligen in 1975 av trion Wasa, på albumet Wasa 1975, utgiven på skivmärket Polar Music och släpptes också på singel i juli samma år.
1976 spelades sången in av Wizex på albumet Har du glömt? i duett mellan Kikki Danielsson och Tommy Stjernfeldt, medan Leif Bloms 1976 spelade in den på albumet Här igen. 1976 spelades den även in av Vikingarna på albumet Kramgoa låtar 3 och av Jigs.
Vikingarna spelade 1978 in den med text på engelska, som Where Were You? på albumet The Vikings Export, och Svenne & Lotta gjorde samma sak det året på albumet Bring It Home.
Den svenskspråkiga texten spelades även in av Kikki Danielsson och Kjell Roos i duett på albumet Dagar som kommer och går av Kikki Danielssons orkester 1998. På albumet Det måste gå att dansa till, av Larz Kristerz från 2013 fanns också låten med, sjunger gör Stefan Nyqvist (på svenska).
Låten har framför allt kommit att bli känd som en dansbandslåt, och brukar sjungas i duett av en manlig och en kvinnlig sångare, där mannen sjunger verserna och kvinnan refrängerna. I verserna klagar mannen över hur kvinnan ibland ignorerar mannen, och kvinnan frågar sedan mannen om han glömt hur han charmade henne, som han kunde slåss för då de var unga. Danska Gitte Hænning spelade in sången på tyska, engelska och franska. Titlarna var Happy End, At the End och Aime-Moi.